# Альвиев, Ахмад
Ахмад Альвиев — чеченский политический деятель, Генеральный представитель правительства ЧРИ (в изгнании) на Украине, участник российско-украинского конфликта.

## Биография
С февраля 2022 года, после начала российского вторжения на Украину, Ахмад Альвиев участвовал в боевых действиях против российской армии на стороне вооружённых сил Украины.
С июля 2022 года — Генеральный представитель правительства Чеченской Республики Ичкерия (в изгнании) на Украине. Согласно некоторым данным, был членом батальона имени шейха Мансура, который с 2014 года воюет на стороне ВСУ.
В июле 2022 года вместе с Ахмедом Закаевым и другими является участником создания Отдельного батальона особого назначения (ОБОН ВС ЧРИ), входящего в состав интернационального легиона обороны Украины.
2 ноября 2022 года принимал участие в украинско-чеченской конференции, где обсуждались вопросы о «проблемах и перспективах де-оккупации Чеченской Республики Ичкерия».